# 戴欽
戴欽（15世紀—1524年），字時亮，廣西柳州府馬平縣人，明朝政治人物。

## 生平
戴欽是正德五年（1510年）舉人，九年（1514年）成進士，獲授刑部主事，陞署郎中員外郎，得刑部尚書林俊看重，每次典禮、獄訟必定找他擬稿；他擅長詩歌，喜歡結交海內賢豪，與何景明、馬理、李濂、薛蕙等人遊歷，到大禮議期間被廷杖而死，其文章詩歌清新俊逸，著有《鹿原集》、《玉溪存稿》流傳。

## 引用
1. 1 2  乾隆《柳州府志·卷二十五·鄉賢》：戴欽，字時亮，馬平人，登正德進士，授刑部主事歷郎中，時見素林公為大司寇，每有大典禮、大獄訟必屬創藁，欽援筆立就無不允當，林公甚重之。欽長於詩，喜交海內賢豪，時信陽何大復、關中馬三原、大梁李川甫、亳州薛君采皆與欽遊，時相賡詠，復坐議大禮廷杖卒，欽為文及詩清新俊逸，所著有《鹿原集》、《玉溪存稿》。
2. ↑  乾隆《柳州府志·卷二十二·選舉》：進士……明……正德九年甲戌科唐臯榜 戴欽 馬平人，吏部郎中，詳鄉賢……舉人……明……正德五年庚午科……戴欽 馬平人，見進士